# Lijst van voetbalinterlands Servië en Montenegro - Tunesië
Deze lijst van voetbalinterlands is een overzicht van alle officiële voetbalwedstrijden tussen de nationale teams van Servië en Montenegro en Tunesië. De landen speelden een keer tegen elkaar. Dat was een vriendschappelijke wedstrijd op 1 maart 2006 in Radès.

## Wedstrijden
| № | Plaats | Datum        | Competitie        | Wedstrijd                      | Uitslag |
| - | ------ | ------------ | ----------------- | ------------------------------ | ------- |
| 1 | Radès  | 1 maart 2006 | Vriendschappelijk | Tunesië – Servië en Montenegro | 0 – 1   |

## Samenvatting
| Competitie        | Totaal gespeeld | Winst Servië en M. | Gelijk | Winst Tunesië | Doelsaldo Servië en M. – Tunesië |
| ----------------- | --------------- | ------------------ | ------ | ------------- | -------------------------------- |
| Vriendschappelijk | 1               | 1                  | 0      | 0             | 1 − 0                            |
| Totaal            | 1               | 1                  | 0      | 0             | 1 − 0                            |

## Details

### Eerste ontmoeting
| Vriendschappelijk (Radès, Tunesië, 1 maart 2006): |              | |
| Tunesië | 0 – 1        | Servië en Montenegro |
| | goals        | 12' Mateja Kežman |
| Roger Lemerre | bondscoach   | Ilija Petković |
| Hamdi Kasraoui Khaled Badra 52' Ziad Jaziri Chaouki Ben Saada Hamed Namouchi Francileudo dos Santos Jawhar Mnari Riadh Bouazizi Radhi Jaïdi David Jemmali Alaeddine Yahia 58' | opstellingen | Dragoslav Jevrić Igor Duljaj Nemanja Vidić Mladen Krstajić Ivica Dragutinović 90' Ognjen Koroman Predrag Đorđević Dejan Stanković 64' Albert Nađ 74' Savo Milošević 83' Mateja Kežman |
| José Clayton 52' Karim Saïdi 58' | wissels      | 64' Dušan Basta 74' Danijel Ljuboja 83' Mirko Vučinić 90' Nenad Đorđević |
| Radhi Jaïdi ??' | gele kaarten | 14' Mladen Krstajić 65' Nemanja Vidić 73' Ognjen Koroman |